# Abrostola korbi
Abrostola korbi là một loài bướm đêm trong họ Noctuidae.